# Phalonidia basiochreana
Phalonidia basiochreana es una especie de polilla del género Phalonidia, categorizada en la tribu Cochylini, de la subfamilia Tortricinae.
Fue descrita por Kearfott en 1907 y publicada en (Phalonia), Trans. Am. ent. Soc. 33: 78. Se distribuye por América del Norte: Estados Unidos, en el estado de California.